# 산맥

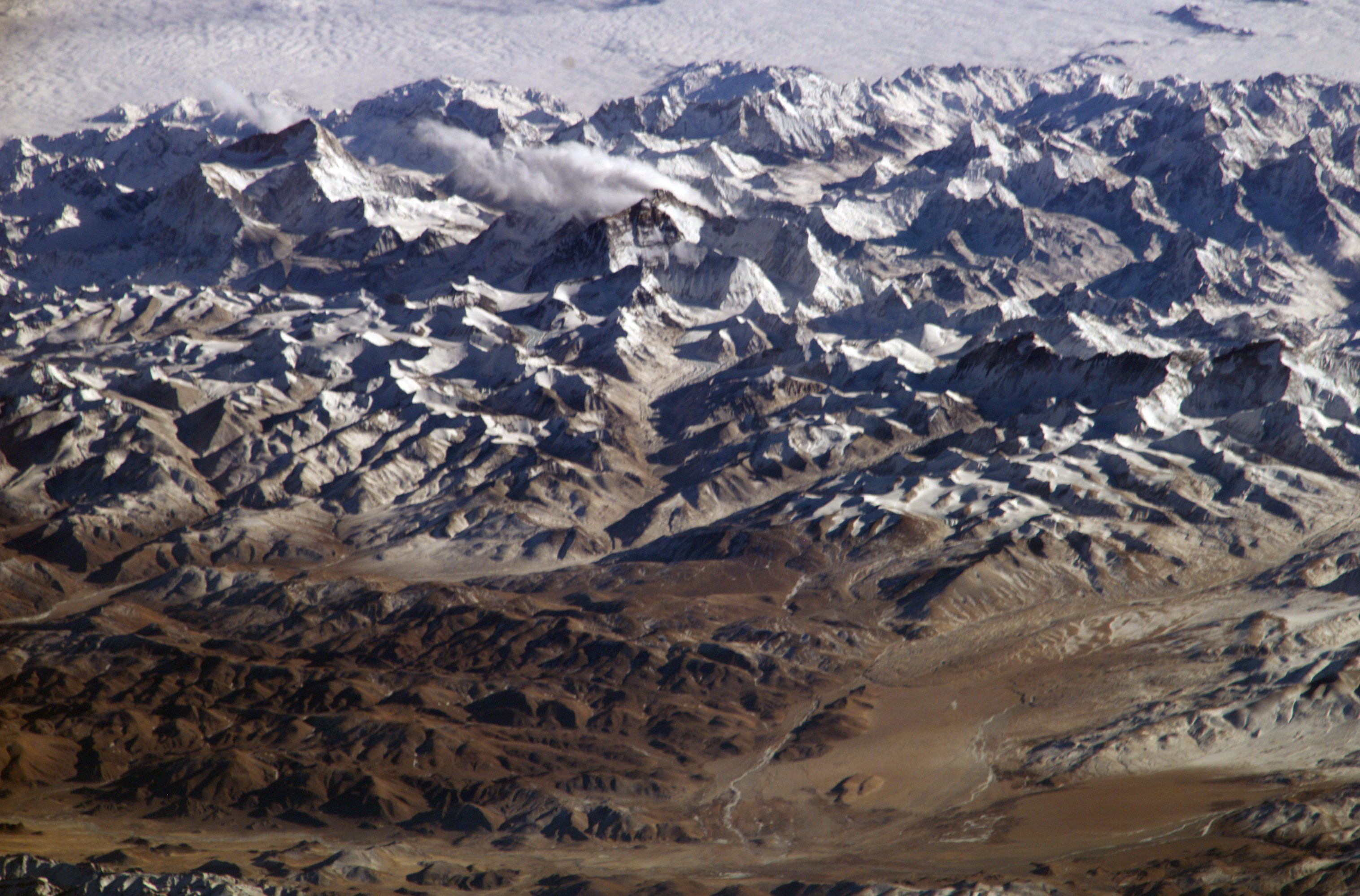
국제 우주 정거장에서 찍은 히말라야산맥의 모습

산맥(山脈)은 산지의 여러 산들이 연이어 있는 지형을 말한다. 붙어 있는 산들은 고개나 강을 경계로 나뉜다. 산줄기라고도 부른다.

## 해저산맥
해저산맥(海底山脈)이란 여러 개의 해저산이 직선 또는 아치 형태로 연속되어 있는 해저지형이다. 이동하는 판에 열점에 기인한 화산활동으로 만들어지는 것으로 해석되고 있으며, 해저산열(海底山列)이라고도 한다.

## 주요 산맥

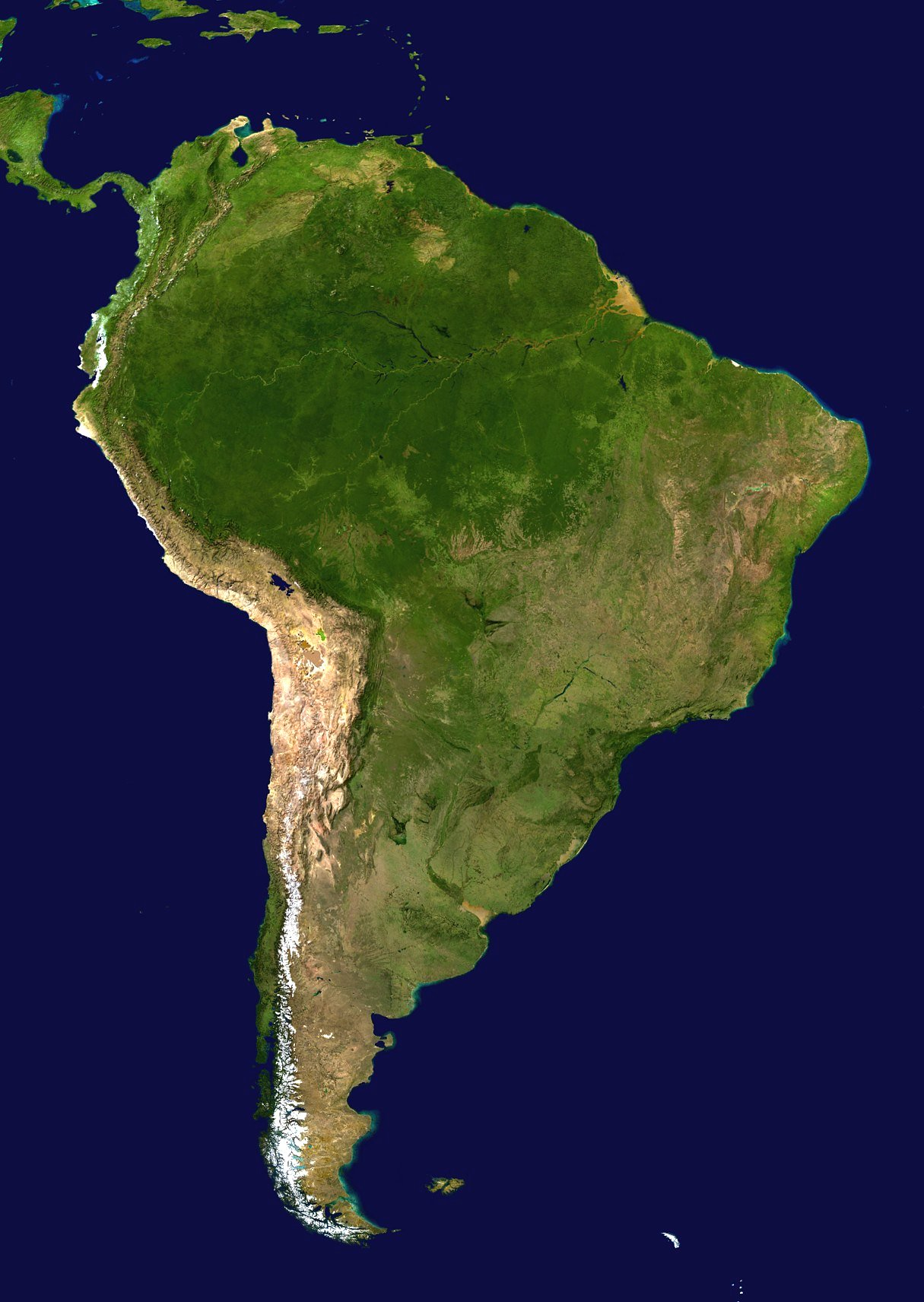
남아메리카의 안데스산맥

- 그레이트디바이딩산맥
- 로키산맥
- 스칸디나비아산맥
- 시에라네바다산맥
- 아틀라스산맥
- 안데스산맥
- 알타이산맥
- 알프스산맥
- 애팔래치아산맥
- 우랄산맥
- 인산산맥
- 자그로스산맥
- 카라코람산맥
- 카르파티아산맥
- 캅카스산맥
- 캐스케이드산맥
- 쿤룬산맥
- 톈산산맥
- 피레네산맥
- 히말라야산맥
- 힌두쿠시산맥

## 같이 보기
- 산맥 목록
- 해저 산맥
- 습곡 산맥
- 단층산맥
- 산
- 산계 (지리)